# Chelse Swain
Chelse Elizabeth Ashley Swain, född 25 maj 1983 i Los Angeles i Kalifornien, är en amerikansk skådespelare, mest känd för sin roll som Bonnie Lisbon i den amerikanska filmen The Virgin Suicides från 1999. Hon är syster till skådespelerskan Dominique Swain.

## Filmografi
- 1999 - The Virgin Suicides
- 2001 - The Mangler 2
- 2001 - Tart
- 2006 - The Naked Ape
- 2007 - Georgia Rule
- 2007 - Sands of Oblivion